# 彭惟成
彭惟成（1577年1月27日—17世紀），字元性，號太蒙、芹生，江西吉安府廬陵縣延福乡五十七都油田鄉人，明朝政治人物。

## 生平
彭惟成早年出身縣學附學生，以萬曆二十二年（1594年）以《易經》中舉人第八十五名，二十九年（1601年）會試中式第三十二名，聯捷三甲進士，獲授中書舍人，三十六年八月升任刑科給事中，堅持代王朱鼐鈞必須立嫡，又談及邊防固圉策略，上陳不避權貴，綱紀凜然。很快他到山東負責鄉試，巡視京營時勤於校練、裁汰老弱，並上疏加上理學名人劉元卿諡號，未得理會。
萬曆三十八年（1610年），彭惟成呈上《法祖交泰錄》，有十六目、六十九則，獲萬曆帝嘉納，又疏奏請編纂建文帝正史、褒揚諸臣死事、定下各人諡號，語言懇切，得人稱頌，終於因敢言被中傷回籍；天啟年間曾短暫召用為南京禮部主客司郎中，六年（1626年）二月南京大理寺右寺丞，不久削奪，崇禎初再起用為南京太常寺少卿，不久致仕。有著作《諫垣存稿》流傳。

## 家族
曾祖彭蘭，祖父彭炳文，仙桃縣訓導；父親彭以明，庠生。母親劉氏。